# Lineville (Alabama)
Lineville es una ciudad ubicada en el condado de Clay en el estado estadounidense de Alabama. En el censo de 2000, su población era de 2401.

## Demografía
En el 2000 la renta per cápita promedia del hogar era de $23,468, y el ingreso promedio para una familia era de $31,326. El ingreso per cápita para la localidad era de $13,568. Los hombres tenían un ingreso per cápita de $24,620 contra $18,024 para las mujeres.

## Geografía
Lineville se encuentra ubicada en las coordenadas 33°18′45″N 85°45′9″O / 33.31250, -85.75250 (33.312534, -85.752576)
Según la Oficina del Censo de los EE. UU., la ciudad tiene un área total de 9.01 millas cuadradas (23.35 km²).